# 防府市青少年科学館
防府市青少年科学館（ほうふしせいしょうねんかがくかん）は、山口県防府市の体験型科学館。
スペイン語で「太陽のエネルギー」を意味する“ソラール”(西: solar) の愛称を持つ。

## 概要
科学技術に関する知識の普及および啓発を図ることを目的として、防府市役所裏の井上山の公有地に1998年（平成10年）4月29日に開館した施設で、「科学を、やさしく、ふかく、たのしく!」をモットーにする。
見るだけでなく、実際に科学を体験してもらっての学びを大切にし、科学教室、少年少女発明クラブなども実施している。屋外にはサイエンスパークと呼ばれる公園が併設。屋外の広場には地元出身の発明家・柏木幸助の銅像があり、館内の一角には柏木コーナーを設け、柏木体温計を展示している。

## 常設展示
常設展示は、鏡や万華鏡、光の三原色など光の科学を中心にしている他、6連装太陽望遠鏡、地球の誕生から46億年の歴史を映像などで概観する回廊展示、防府市の自然環境を紹介するコーナーなどがある。

## 開館時間
- 開館 :  9:30～17:00（入館は16:30まで）
- 休館 : 月曜日（ただし、月曜が祝日に当たる場合は、翌日の平日が休館日）、その他臨時の休館日もある。年末年始も休館。
- 入館料

毎月第3日曜の家庭の日は、防府市内外を問わず、家族連れの小中学生のみ無料

## 交通アクセス
- JR 山陽本線 防府駅南口から南西へから徒歩15分

## 料金
- 子ども（小中学生） 210円、大人（高校生以上） 310円。未就学児は無料、障がい者手帳をお持ちの方とその介護者お一人無料。

## 近在の施設
- 桑山公園
- 防府市役所
- 防石鉄道記念広場
- 防府市文化財郷土資料館